# 千里長城

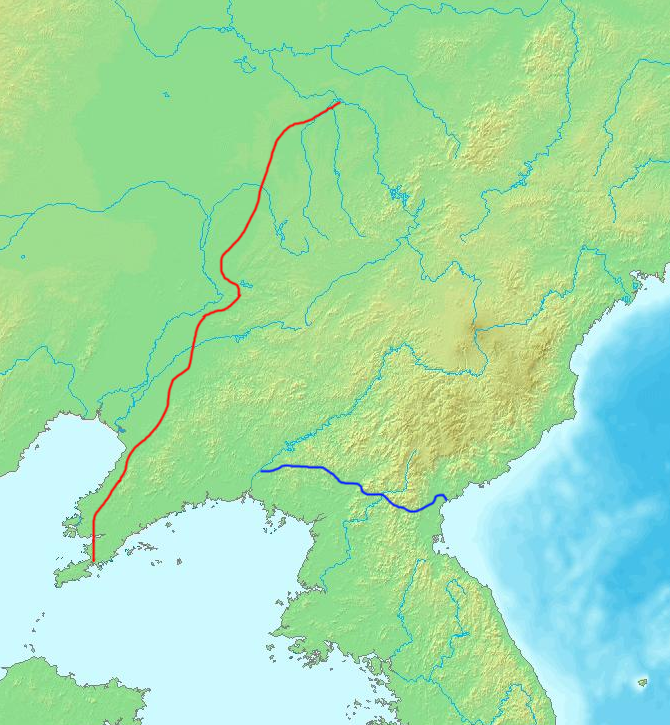
赤：高句麗の千里長城、青：高麗の千里長城

千里長城（せんりちょうじょう）は、かつて朝鮮に築かれた長城。建設した国家により以下のように分類される。

## 高句麗の千里長城
631年～646年に高句麗の栄留王が唐の侵入を防ぐため遼東に作った。

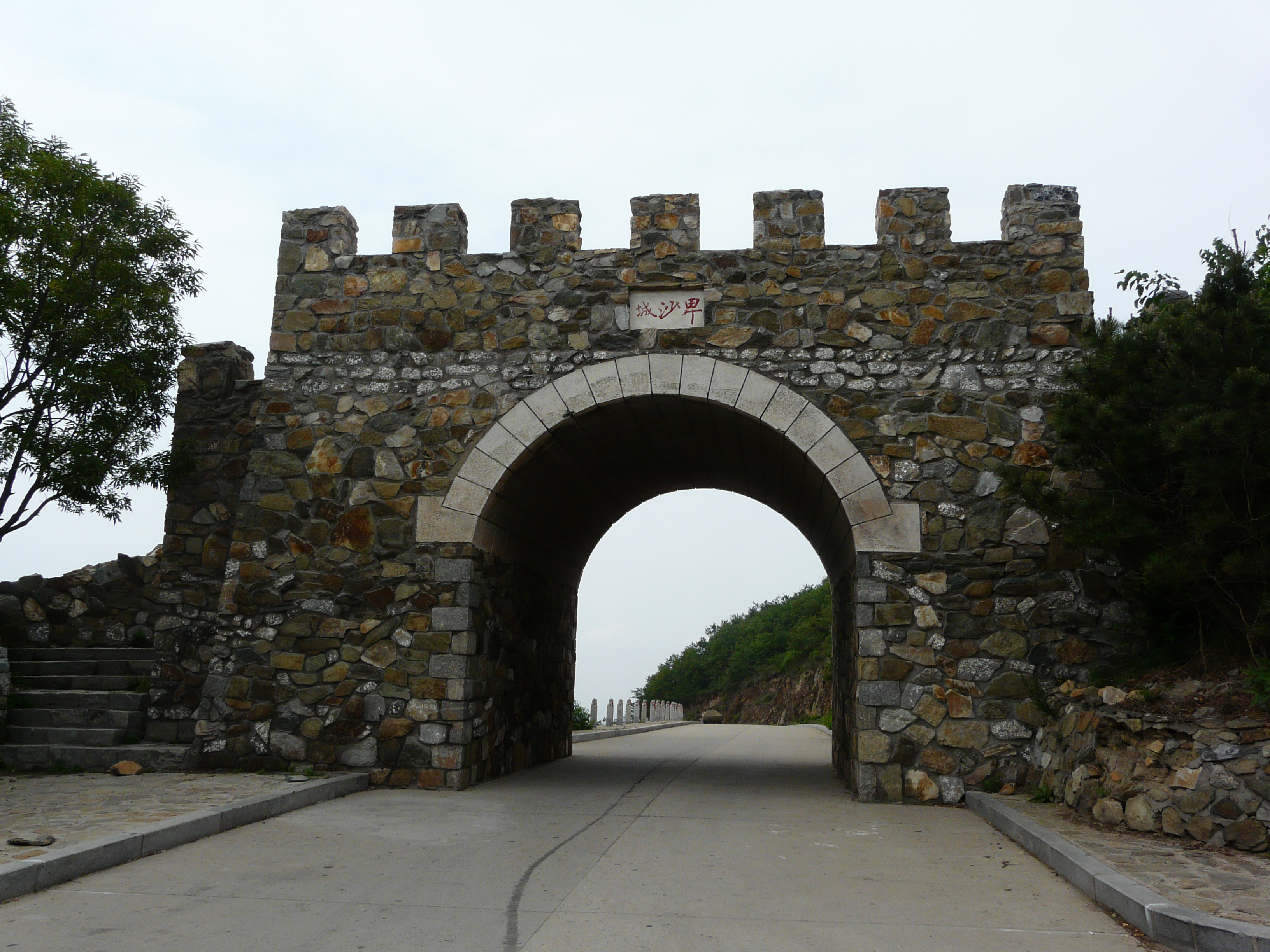
卑沙城（大連市金州区大黒山）

## 高麗の千里長城
1033年～1044年に高麗の靖宗が遼の侵入を防ぐため朝鮮半島北部に作った。朝鮮民主主義人民共和国の国宝48号になっている。